# Tot va bé si acaba bé

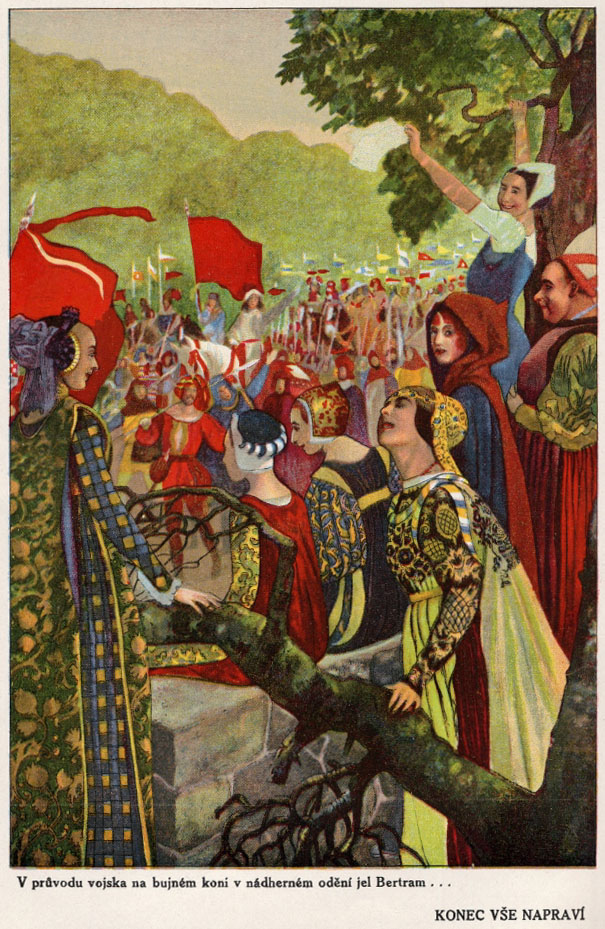
Il·lustració de l'obra d'Artuš Scheiner.

Tot va bé si acaba bé o A bon fi, tot li és camí (All's Well That Ends Well en anglès) és una obra de William Shakespeare escrita, segurament, entre el 1604 i el 1605, i publicada per primera vegada a l'edició de Folio del 1623.
Els experts la classifiquen com a comèdia pel seu final feliç, ja explicitat al títol, tot i que conté elements de drama.

## Personatges
| - El Rei de França - El Duc de Florència - Bertran, Comte del Rosselló - Comtessa del Rosselló, mare de Bertran - Lavaca, un bufó de la Comtessa - Helena, dama protegida de la Comtessa000 - Lafeu, un vell cavaller | - Paraules, un seguidor de Bertran - Una Vídua de Florència - Diana Capulet, filla de la Vídua - Majordom de la Comtessa - Violenta i Mariana, veïnes i amigues de la Vídua - Un patge - Senyors, Oficials, Soldats francesos i florentins |

## Argument
Helena, una dona de classe baixa, aconsegueix casar-se amb el seu estimat Bertran, fill d'un noble, com a premi per haver guarit el rei de França. Ell, però, no està satisfet amb el matrimoni i li diu que només es comportarà com un espòs si ella aconsegueix quedar-se embarassada d'ell i treure-li l'anell que sempre du a sobre. Dit això, fuig a la guerra, on sedueix diverses noies. La jove esposa el segueix, amb connivència de la sogra, i es disfressa com una de les amants per aconseguir l'anell i la consumació del matrimoni. Així, quan ell torna a casa es troba que ha de complir la promesa. Llavors comencen una nova vida matrimonial feliç.

## Anàlisi
La història està inspirada en el conte novè de la tercera jornada del Decameró i va ser jutjada com a provocadora pel paper actiu de la dona, inusual a l'època. L'enginy de la protagonista per a aconseguir l'anell és propi dels contes de fades i té el seu premi en un matrimoni feliç amb ascens social, com també passa a les històries tradicionals. Aquí, però, amb el suport de la futura sogra, un fet anòmal.
L'obra és de les menys representades de Shakespeare, i alguns crítics afirmen que el canvi final de l'home no és versemblant. A ulls moderns tampoc no sembla raonable l'amor de la noia per un home bastant inferior en qualitats.

## Traduccions catalanes
- 1909: Tot va bé si acaba bé, traducció de Francesc Girbal Jaume
- 1945: A bon fi, tot li és camí, traducció de Josep M. de Sagarra
- 1987: Tot va bé si acaba bé, traducció de Salvador Oliva